# Hoplostethus mediterraneus mediterraneus
El reloj común o reloj mediterráneo es la subespecie Hoplostethus mediterraneus mediterraneus, un pez marino de la familia traquictiídeos, especie cosmopolita distribuida por todos los océanos y mares del mundo, descrita por primera vez en el mar Mediterráneo, de ahí su nombre científico. No tiene interés pesquero.

## Anatomía
Tienen el cuerpo comprimido y de contorno ovalado, y aunque se han descrito capturas de más del doble su longitud máxima es comúnmente de unos 20 cm, alcanzando la madurez a partir de los 13 cm de longitud. En la aleta dorsal tiene de 6 a 7 espinas y 12 a 14 radios blandos, mientras que en la aleta anal hay 3 espinas y 10 radios blandos; el color es rosado oscuro en el dorso y plateado en el vientre, con las aletas pares de color pálido.

## Hábitat y biología
No queda claro su hábitat, para unos autores es una especie pelágica nadando a media profundidad, mientras que para otros es una especie que vive pegada al fondo marino.